# Ouilao (Arbinda)
Pour les articles homonymes, voir Ouilao.
Ouilao est une commune rurale située dans le département d'Arbinda de la province du Soum dans la région du Sahel au Burkina Faso.